# Greg Francis
Greg Francis (Toronto, Canadá; 4 de abril de 1974 – 2 de abril de 2023) fue un baloncestista y entrenador de baloncesto canadiense que jugó en la posición de guardia.

## Carrera

### Club
| Periodo   | Club              |
| --------- | ----------------- |
| 1997-1998 | Worthing Bears    |
| 1998-1999 | Champville SC     |
| 1999-2000 | Chester Jets      |
| 2000-2003 | Maccabi Hadera BC |

### Selección nacional
Jugó para Canadá de 1998 a 2003, participó en los Juegos Olímpicos de Sídney 2000 y los Juegos Panamericanos de 2003.

### Entrenador
| Periodo   | Club                    |
| --------- | ----------------------- |
| 2005–2011 | Canadá Júnior           |
| 2009–2012 | Alberta Golden Bears    |
| 2012–2015 | Waterloo Warriors       |
| 2017-2018 | Moonmouth Hawks         |
| 2018–2022 | Ontario Tech Ridgebacks |